# Sigismund Thalberg
Sigismund Thalberg (Ginebra, Suïssa, 7 de gener del 1812 - Nàpols, Itàlia, 27 d'abril de 1871) fou un pianista virtuós i compositor. Fou fill il·legítim del Príncep Moritz Dietrichstein i de Fortunée Stein. I també corria la brama que fou el pare de la cantant Zaré Thalberg, fet que no és cert.
Estudià sota la tutela de Simon Sechter, Carl Czerny i Johann Nepomuk Hummel. Començà sa carrera professional amb concerts a Viena el 1828, on va despertar una considerable atenció, i on va publicar son Opus 1, Mélanges sur des thèmes d'Euryanthe.
El 1835 inicià les seues gires de concerts, amb les quals anava guanyant prestigi com a pianista. Gràcies a la seua innovació particular, impressionà el públic i, fins i tot, els seus rivals, com ara Franz Liszt, amb qui tingué un "enfrontament pianístic" a París el 1837 (en què guanyà Liszt).
En la seva època de professor tingué com a deixebles a Beniamino Cesi, Tito Mattei (1841-1914), i Eric Ehrlich (1822-1899) i la francesa Arabella Goddard, i tingué una gran amistat amb el tenor napolità Francesco Mazzoleni.
El 1855 Thalberg va fer una sèrie de concerts al Brasil i l'any següent visità el Regne Unit. S'ubicà finalment a Nàpols a partir del 1858, on tot sovint donava algun concert acompanyat del napolità Constantin Palumbo. La seua esposa era filla del famós cantant Luigi Lablache.

## Selecció d'obres
- Fantasies sobre Òperes de Gaetano Donizetti
- Variacions sobre Òperes de Gioachino Rossini
- Soirées de Pausilippe (Les)
- Un Soupir, mélodie variée, per a piano
- Tema i estudi de concert per a guitarra. De les que Vicente Franco (guitarrista) en va fer una bona transcripció.[6]
- Fantasie sur l'opéra L'Assedio di Corinto de en feuRossini, per a piano, Op. 3
- Concert per a piano en fa menor, Op.5
- Fantasia sobre temes de La Straniera de Vincenzo Bellini, Op. 9
- Gran fantasia i variacions sobre temes de I Capuletti de Bellini, Op. 10
- Gran Fantasia sobre temes de Norma de Bellini, Op. 12
- Fantasia sobre "God Save the Queen" per a piano, Op. 27
- Nocturn, Op.28
- Fantasia sobre Moïse de Rossini, Op. 33
- Canzonette Italienne, per a piano, Op. 36/5
- Souvenirs de Beethoven: Sim. No.7: Gran Fantasia, Op. 39
- Fantasia sobre La donna del lago de Rossini, Op. 40 bis
- Gran Caprice sobre temes de La Sonnambula de Bellini, Op.46
- Fantasia sobre temes de Beatrice di Tenda de Bellini, Op. 49
- Fantasia sobre Semiramide de Rossini, Op. 51
- Fantasia sobre Il barbiere di Siviglia de Rossini, Op. 63
- Tarantelle en do menor, Op. 65
- Fantasia sobre Don Pasquale de Donizetti per a piano, Op. 67
- Trio per a piano en la major, Op. 69
- Fantasia sobre Casta Diva (de l'Òpera Norma de Bellini), per a piano, Op. 70
- Grand fantaisie de concert sur l'opéra Il Trovatore de Verdi, per a piano, Op. 77
- Grand fantaisie de concert sur l'opéra La Traviata de Verdi, per a piano, Op. 78
- Souvenir de Ballo in maschera de Verdi, per a piano, Op. 81
- Souvenir de Rigoletto de Verdi, per a piano, Op. 82